# Sergejus Jovaiša
Sergejus Jovaiša (* 17. Dezember 1954 in Anykščiai) ist ein litauischer Politiker und ehemaliger Basketballspieler.

## Leben
Jovaiša absolvierte von 1961 bis 1972 die Antanas-Vienuolis-Mittelschule Anykščiai und 1977 das Diplomstudium des Wirtschaftsingenieurwesens am Kauno politechnikos institutas. Von 1979 bis 1986 studierte er am Lietuvos kūno kultūros institutas, wo er lehrte und Basketballtrainer war.
Von 1998 bis 2004 war er Berater von „Avia Baltika“. Von 2004 bis 2005 trainierte er „Anykščių Puntukas-Jerimpeksas“ und von 2005 bis 2006 „Delikatesas“ in Joniškis. Von 2006 bis 2007 war er Trainer im Sportzentrum Anykščiai, ab 2007 Berater des Bürgermeisters. Von 2007 bis 2011 Mitglied im Rat der Rajongemeinde Anykščiai, ab 2012 Mitglied im Seimas.
Von 1972 bis 1989 spielte er bei Žalgiris Kaunas, von 1989 bis 1991 beim SSV Hagen, von 1991 bis 1995 bei BG Hagen und von 1995 bis 1998 bei ATS Cuxhaven (wo er auch als Trainer fungierte).

## Bibliografie
- Sergejus Jovaiša. Krepšinio aistrų sūkury / literatūrinis bendraautoris Bronius Čekanauskas – V.: Vyturys, 1989. – 154 [6] psl.: iliustr. 90 000 egz. – ISBN 5-7900-0317-6

## Quelle
- Dovilė Kamarauskienė. Gudrusis lapinas surado ramybės uostą // Kauno diena, 2005.01.03 Lapinas surado ramybės uostą